# Уелско корги пембрук
Уелското корги пембрук (на английски: Welsh Corgi Pembroke) е порода кучета, която е една от двете разновидности на уелското корги. Породата произхожда от земите на графство Пембрукшър, Уелс и оттам идва и нейното име. Тя е най-малката в групата на овчарските кучета. Кралица Елизабет II, която отглежда пет коргита, ги прави известни в целия свят след като ги обявява за своя любима порода. Британското кралско семейство предпочита тези кучета вече над седемдесет години. Писателят Стенли Коурън поставя уелското корги пембрук на единадесето място по интелигентност сред кучетата в своята книга Интелигентността на кучетата.
Уелските коргита пембрук са селектирани около 10 век и са една от най-старите овчарски породи. Използвани са за направляването на овце, бикове, коне, крави и др. За това използва хапане на животните по сухожилията и сръчно избягване на ответния удар. Тази техника се използва и от уелското корги кардиган. По-късно те се оказват отлични компаньони и се справят добре в кучешки спортове като овчарско състезание и аджилити. Има две теории за произхода на уелското корги пембрук:
1. Някои уелски коргита кардиган са кръстосани с кучета от породата шведски валхунд.
2. Кардиган, като и някои кучета от шпицовия тип еволюират до пембрук.

Породата е много популярна в САЩ. Класифицирана е под номер 22 от най-популярните кучета в Щатите според класификацията на AKC от 2006.
Имат височина при холката 25 – 30 см и тегло 10 – 12 кг. Козината им е гъста, мека и къса. Бива червена, черна или трицветна, със или без бели части на краката, гръдния кош, врата, около муцуната и по корема. Опашката е много къса и обикновено се налага купиране за постигане на породния стандарт.
Уелските коргита пембрук са добри работни кучета. Поддават се лесно на дресиране. Освен това са и добри пазачи, тъй като са много недоверчиви към нови хора и бързо предупреждават стопаните си, както и добър фактор за това е силният им лай. Уелското корги пембрук е дружелюбна порода и се държи добре с малки деца. Обича много стопаните си.